# Государственный фонд кино Азербайджана
Государственный фонд кино Азербайджана (азер. Azərbaycan Respublikası Dövlət Film Fondu) — общественный фонд поддержки киноиндустрии и сохранения истории кино.
Он был создан 22 декабря 1993 года по распоряжению Кабинета министров Азербайджана в Баку и действует с 1994 года. В 1999 году фильмофонд был избран членом Международной федерации киноархивов (ФИАФ).

## Миссия
Государственный кинофонд Азербайджана работает по 5 основным направлениям:
- Реставрация и защита плёнок
- Продвижение азербайджанского и зарубежного кино
- Сбор архивных материалов
- Проведение научно-исследовательских работ
- Работа над международными отношениями

## Архив
В Государственном кинофонде Азербайджана хранится 64 372 киноматериала, около 20 000 различных фотодокументов, 14 000 подлинных документов, экспонатов и материалов (литературные и режиссёрские сценарии фильмов, монтажные листы, дипломы и призы).
Первая летопись азербайджанского национального кино, снятая 119 лет назад («Пожар на Биби-Эйбате», «Нефтяной фонтан на промысле Балаханы»), была привезена из Французского киноархива и хранится в фонде.
В фонде хранится более 12 000 фотографий истории кино, сотни игровых, документальных, научных, массовых, анимационных фильмов (В том числе «Легенда о Девичьей башне» (1924), «Во имя Бога» или «Бисмиллах» (1925), «Севиль» (1929), «Лятиф» (1930), «Исмет» (1934), «У самого синего моря» (1935), «Алмас» (1936), «Бакинцы» (1938), «Крестьяне» (1939), «Сабухи» (1941), «Аршин мал алан» (1945 и 1962), «Фатали-хан» (1947), «Огни Баку» (1950), «Бахтияр» (1955), «Не тот человек» (1956)), а также зарубежные фильмы, дублированные на азербайджанский язык.
В фонде хранятся сатирический журнал «Мозалан» и другие, оригиналы и копии 11,1 тысяч азербайджанских и мировых кинематографических произведений. Помимо фильмов, в архиве Фонда хранятся документы кинематографистов, их рукописи, документальные материалы и материалы, связанные с кинопроизводством, литературные сценарии кинофильмов, монтажные листы, режиссёрские сценарии, дипломы и премии.
Фотофайлы Кары́ Караева, Фикрета Амирова, Ниязи, Тофига Гулиева и Муслима Магомаева привезены в Фонд из России, Канады, Грузии и других стран. Из украинского Симферопольского архива в него вошли копии документов одного из первых азербайджанских киноактеров Хайри Амирзаде, из США — архивные документы первой азербайджанской актрисы Иззет Оруджевой, документы, связанные со съемками «Севиль» (1929 г). В ходе поисков было обнаружено несколько пропавших и редких немых фильмов: «В обмен» (1925), «Дом на вулкане» (1928), «Два друга» (1934), «Озорная команда» (1937) и другие киноленты.
Найдены и пожертвованы в фонд сцены из фильма «Будь готов», снятого Микаилом Микаиловым на киностудии «Азерфильм» в 1939 году (короткий видеоролик, снятый Пате), рассказывающего о женской моде конца XIX века и знаменитого танца «Яблочко» братьев Никитченко.
В июне 2024 года в фонд поступили фотодокументы из частного архива фотографа киностудии «Азербайджанфильм» Мамеда Бабаева.

## Деятельность
В 2008 году фонд начал ежегодно издавать книги и «Вестник кино», рассказывающий об охраняемых произведениях.
В конце 2009 года впервые в истории Азербайджана, фонд при поддержке Фонда Гейдара Алиева открыл Дом детского кино.

## Продвижение фильмов
Одним из основных направлений деятельности Государственного кинофонда является продвижение отечественных и зарубежных фильмов. Проводятся творческие вечера и юбилейные мероприятия, посвященные деятелям кино. Каталоги фильмов издаются на азербайджанском, русском и английском языках, включая электронные версии.

## Музей
В фонде действует музей. В музее на сохранении находятся экспонаты кино, подарки иностранных гостей фонду, личные архивы известных людей, личные вещи некоторых режиссёров.